# Rhinella multiverrucosa
Rhinella multiverrucosa är en groddjursart som först beskrevs av Lehr, Pramuk och John G. Lundberg 2005.  Rhinella multiverrucosa ingår i släktet Rhinella och familjen paddor. IUCN kategoriserar arten globalt som otillräckligt studerad. Inga underarter finns listade i Catalogue of Life.